# Metro Luminal
Metro Luminal är ett estniskt postpunk / alternativ rockband som bildades 1988. 

## Medlemmar
- Robin Juhkental (sång) (sedan 2018)
- Rainer Jancis (gitarr) (sedan 1988)
- Kalle Nettan (basgitarr) (sedan 1989)
- Marko Atso (trummor) (sedan 2018)

## Historia
Bandet bildades i Tallinn 1988. Bandet blev berömd på nittiotalet, men kunde ses som ett  kultband redan i slutet av decenniet. Bandet bildades 1986 under namnet Ükskõik. Året därpå ändrades det till Metro Luminal. Musiken skrevs av Rainer Jancis, medan texterna skrevs exklusivt av de tidigare medlemmarna Andres Rodionov och Mait Vaik . Tack vare bandets unika ljudbild (som karakteriserades som deprimerad rock) fick de snabbt popularitet. Efter 1996, när Allan Vainola lämnade bandet, blev Metro Luminal mer ett experimentellt musikprojekt, med Rainer Jancis som huvudperson . 2004 släppte bandet albumet " Reboot ", 2008 släpptes albumet " Sassis ".   
Metro Luminal har påverkat många estniska band. Medlemmarnas sido och fortsättningsprojekt har också lämnat ett viktigt intryck i estnisk rockmusik 

## Diskografi
- Metro Luminal (1995)
- "Ainult rottidele" (1995)
- "Sinus" (1998) album
- "Art is everywhere" (1998) singel
- "Ainult..." (2003)
- "Coca Cola" (2004)
- "Reboot" (2004)
- "Sassis" (2008)
- “Üheksast Viieni” (2018)
- "Ajaja" (2019)